# Castelbiague
Castelbiague – miejscowość i gmina we Francji, w regionie Oksytania, w departamencie Górna Garonna.
Według danych na rok 1990 gminę zamieszkiwało 205 osób, a gęstość zaludnienia wynosiła 35 osób/km² (wśród 3020 gmin regionu Midi-Pireneje Castelbiague plasuje się na 858. miejscu pod względem liczby ludności, natomiast pod względem powierzchni na miejscu 1420.).